# Dondurma
 (septembre 2012).
Le dondurma (en turc : Maraş dondurması, signifiant « la glace de la ville de Maraş », aussi appelé dövme dondurma, signifiant « crème glacée battue ») est une spécialité turque faite de mastic à base de crème glacée. 
Le dondurma comprend généralement les ingrédients suivants : crème, crème fouettée, salep, mastic et sucre. Il est censé être originaire de la ville et de la région de Maraş et est donc aussi connu sous le nom de « crème glacée Maraş ».

## Histoire
À l'origine, la crème glacée au mastic n'existait qu'en Turquie et sa recette a été gardée secrète pendant 300 ans sous l'Empire ottoman. Mais au milieu du XIXe siècle, un négociant syrien est venu à Constantinople et a apporté la recette à Damas, où il a développé une version locale appelée bouza. La version syrienne était plus légère et plus aérée que la version turque. Par la suite, c'est en Perse qu'il a créé une nouvelle version appelée Bastani Sonnati avec des œufs.

### Liens externes

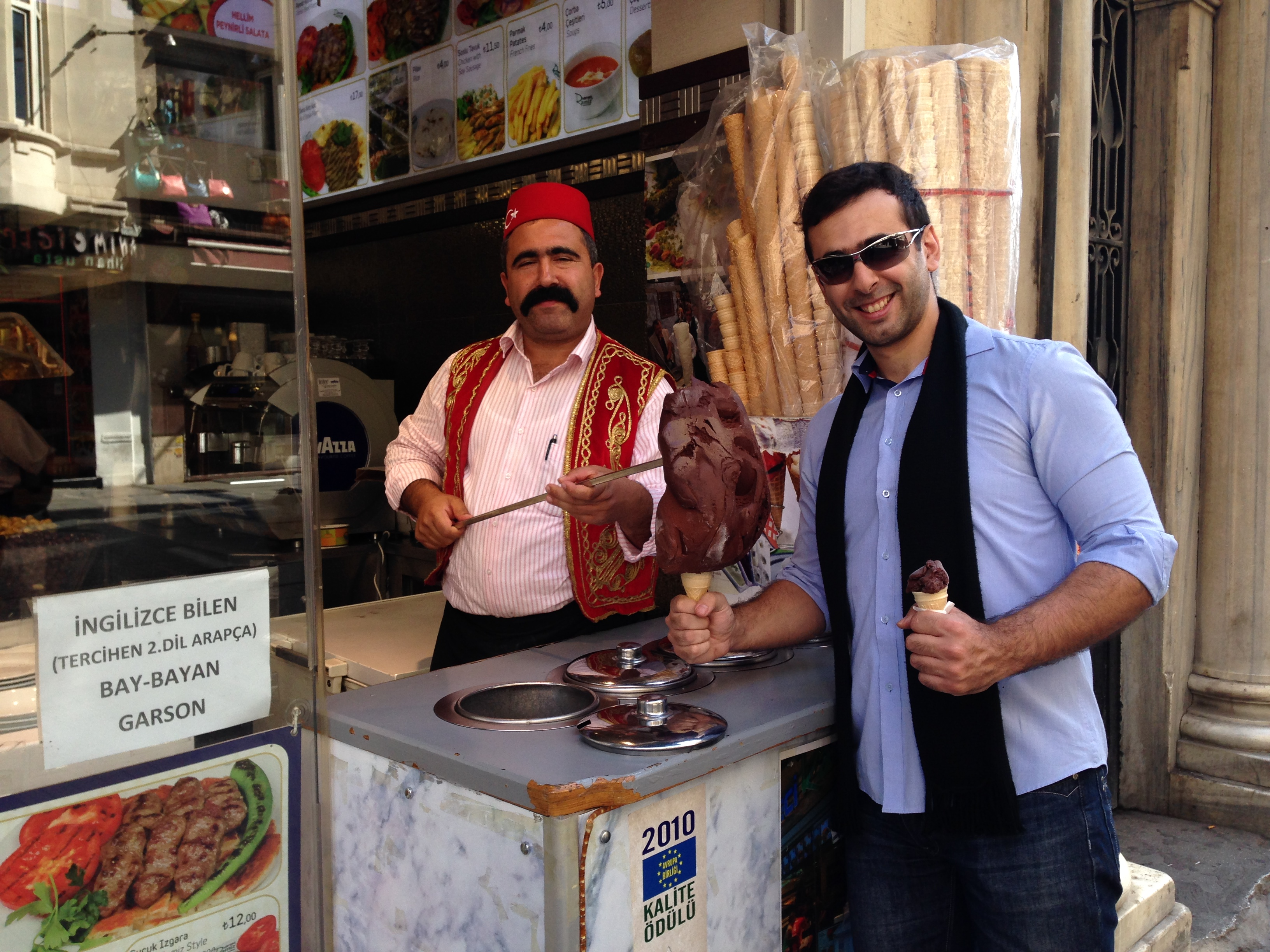
Vendeur de dondurma à Istanbul.